# Archipiélago de las Berlengas
El archipiélago de las Berlengas (en portugués: Arquipélago das Berlengas) es un archipiélago de Portugal de pequeñas islas costeras localizadas en aguas del océano Atlántico, a una distancia de cerca de 5,7 millas náuticas del cabo Carvoeiro (a unos 10 km de la ciudad de Peniche).
Se puede considerar como la primera área protegida del mundo, ya que en el año 1465 el rey Alfonso V de Portugal (1438-81) prohibió la práctica de cualquier modalidad de caza en Berlenga Grande[cita requerida]. El 3 de septiembre de 1981 se fundó la Reserva Natural das Berlengas con el fin de preservar el ecosistema y la biodiversidad de este archipiélago singular. La reserva obtuvo en 2011 el título de reserva de la biosfera por la UNESCO .
El arao común (Uria aalge) es el ave símbolo del parque.[cita requerida]

## Geografía

### Localización
Situadas en el Océano Atlántico, en el extremo occidental de la Unión Europea, el archipiélago forma parte de Portugal. Se sitúan a unos diez kilómetros de distancia frente al municipio de Peniche, en el suroeste del distrito de Leiría. El archipiélago posee una formación granítica muy antigua, y está compuesto de tres grupos de islotes, todos de naturaleza geológica diferenciada de la costa de la península ibérica:
| Isla                             | Coordenadas                                        | Superficie (ha) |
| -------------------------------- | -------------------------------------------------- | --------------- |
| Berlenga Grande y Cerro da Velha | 39°24′52″N 9°30′33″O / 39.41444, -9.50917          | 78,8            |
| Islas Estelas                    | 39°25′4.97″N 9°32′59.88″O / 39.4180472, -9.5499667 |                 |
| Farilhões-Forcadas               | 39°28′31″N 9°32′56″O / 39.47528, -9.54889          | 7,0             |

Para acceder a las Berlengas, existen lanzaderas entre el puerto de Peniche y el puerto de Berlengas, ubicado en Berlenga Grande. Una decena de empresas ofrecen el cruce entre los dos puertos, con mayor frecuencia en verano.

### Topografía
La superficie terrestre total del archipiélago es de alrededor de 104 hectáreas con una superficie marítima de 9456 hectáreas, para un total de 9560 hectáreas. La isla principal, Berlenga Grande, representa más del 75% de la superficie terrestre total; está separada por la erosión marina de una isla mucho más pequeña llamada Ilha Velha (literalmente "Isla Vieja").
El archipiélago de Berlengas se caracteriza por su relieve escarpado, con un área central relativamente plana en las principales islas de Berlenga y Farilhões.
La isla principal del archipiélago, Berlenga Grande, tiene un perímetro de unos cuatro kilómetros y mide aproximadamente 1500 metros de largo por 800 metros de ancho. La parte central, de contornos irregulares, alcanza una altitud de 92 metros. La zona plana está delimitada por una costa rocosa escarpada. El extremo nororiental de la isla se caracteriza por una pendiente más moderada aunque aún empinada (de 10 a 45° según la zona). La importante erosión que afecta a estas islas provoca la formación de numerosas cuevas y pequeñas calas que permiten la acumulación de arena y la formación de pequeñas playas. La isla de Berlenga Grande está rodeada de numerosos islotes y arrecifes a lo largo de todo su perímetro, como el Cerro da Velha.
Las Islas Estelas son un grupo de islas más pequeñas a 1,5 kilómetros al noroeste de Berlenga Grande. Estela Grande y Estelão son las islas principales del grupo, separadas por 80 metros entre sí. Forman un núcleo central con las islas de Pedra do Manuel Jorge y las Parados. Alrededor, en un radio de 1,5 kilómetros, hay numerosos islotes y rocas. Estela Grande se eleva en torno a los 40 a 45 metros, con una zona central plana muy pequeña y accesos muy empinados. Estalão tiene la misma configuración. La configuración de la mayoría de las otras islas las hace casi inaccesibles.
Las Farilhões y Forcadas constituyen el último grupo de islas de las Berlengas. Se ubican a unos 10 kilómetros al noroeste de Berlenga Grande, con accesos muy escarpados. Farilhão Grande, con su altitud máxima de 94 metros, es el punto más alto del grupo.

### Hidrografía e hidrogeología
La geología y geomorfología del archipiélago no son propicias para la formación de acuíferos o cursos de agua permanentes. La topología simplemente permite la acumulación temporal por escorrentía de pequeñas cantidades de agua de lluvia. Este fenómeno ocurre en particular en algunas cuevas. Las reservas de agua son limitadas y no aptas para el consumo humano. Esta situación ha llevado a la construcción de tanques de almacenamiento de agua dulce, abastecidos ya sea por agua de lluvia o por un aporte externo del continente, a través de embarcaciones que realizan la conexión entre las Berlengas y el municipio de Peniche.
Por tanto, se considera que no existen recursos hídricos superficiales ni de fuentes acuíferas en Berlengas. Solo hay pequeños embalses para recoger agua dulce por escorrentía, como en la Gruta da Praia do Carreiro do Mosteiro y en la Gruta da Praia do Carreiro da Fortaleza. Estas reservas de agua, recolectadas del agua de lluvia, actualmente no son aptas para el consumo humano, debido al mal estado de conservación de los embalses.

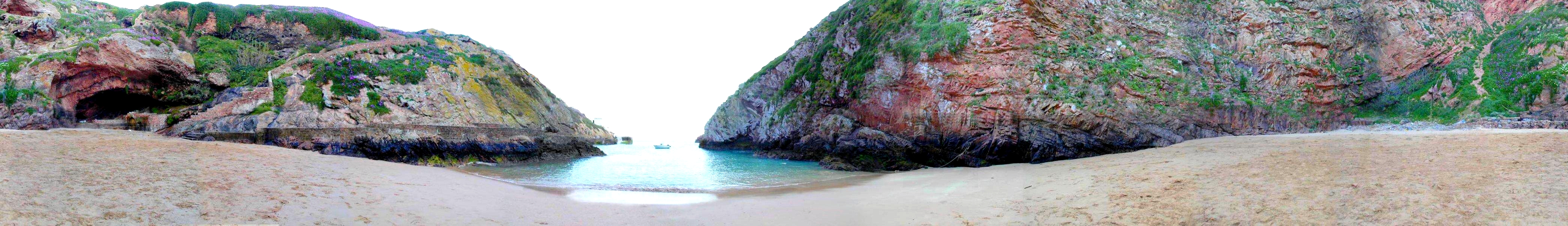
Playa de Carreiro do Mosteiro.

### Geología
Hace 280 millones de años, intensos movimientos geológicos transformaron profundamente la superficie terrestre, dando lugar a una imponente cadena montañosa que suturó el futuro de América del Norte, Europa, África y Asia. Luego, todas las tierras emergidas se unieron y formaron un solo continente, Pangea.
Hace 180 millones de años, Pangea se separó, dando lugar a Laurasia y Gondwana. En el período Jurásico, la formación del Océano Atlántico comenzó moviendo América del Norte hacia el oeste. En el océano queda una isla que se sumergió y dejó algunos vestigios más al este, las Berlengas.
Estas islas están formadas por un granito rosa muy raro en Europa y muy común en América, rico en feldespatos. La erosión ha creado accidentes geográficos notables, como el "pan de azúcar", o incluso valles estrechos con paredes casi verticales (los carreiros, formados por erosión selectiva a lo largo de planos de fallas subverticales), así como numerosas cuevas (cueva de los sueños, cueva azul, etc.) y túneles marinos.
Berlenga Grande, las islas circundantes y las islas Estelas están formadas por rocas de granito. En las islas Berlengas, además del granito rosa, hay dos tipos de granitos muy presentes, uno rojo y otro blanquecino. El rojo domina en casi todas las dos islas; el granito blanquecino se localiza al noreste y suroeste de Berlenga Grande. Las Farilhões-Forcadas tienen una geología diferente a las otras islas del archipiélago, están formadas por antiguas rocas metamórficas, en particular gneis.

### Clima
El clima del archipiélago es oceánico, dominado por influencias atlánticas, especialmente en las costas norte y noroeste, donde se sienten fuertes vientos. También hay una tendencia mediterránea, más visible en las costas orientadas al sur y sureste. Las fuertes lluvias en invierno se alternan con períodos de sequía, entre primavera y otoño.
El clima del archipiélago está fuertemente influenciado por los vientos, muy fuertes en los acantilados orientados al norte y más moderados en las costas del sur. Estas corrientes de viento afectan la distribución de flora y fauna en las islas. Esta característica climática dota al archipiélago de un ecosistema único, tanto en tierra como a nivel del mar.
La presencia cercana del continente, cuya costa está orientada de norte a sur, también influye fuertemente en las características climáticas de la isla, especialmente en verano. En esta temporada, el calentamiento diferencial del mar y la tierra provoca la formación de una brisa marina durante el día. Esta brisa refuerza la corriente de viento principal asociada con el sistema de alta presión de las Azores y crea un régimen de viento conocido como la nortada. Estos vientos empujan el agua superficial hacia afuera, provocando que el agua superficial cálida reemplace el agua fría de las capas más profundas del agua. Este fenómeno causa neblinas frecuentes durante el verano y origina el enriquecimiento de nutrientes del agua superficial.
Las temperaturas medias mensuales en verano son frescas (por debajo de 20 °C) y las máximas rara vez superan los 32 °C. En invierno, los promedios mensuales se mantienen altos (por encima de los 10 °C) y los mínimos por encima de los 0 °C. Por tanto, la amplitud térmica sigue siendo moderada.

### Población
La ocupación del archipiélago se remonta a la antigüedad. Los fenicios, que habían establecido un puesto comercial en Lisboa y frecuentaban Madeira, probablemente lo utilizaron como puerto refugio. Actualmente, el archipiélago tiene una pequeña población de apenas 30 residentes permanentes, pero solía haber una pequeña comunidad de pescadores en la isla principal. Sin embargo, el archipiélago está cerca de la ciudad de Peniche, ubicada en la península ibérica. Las lanzaderas entre la ciudad de Peniche y el archipiélago tardan entre 30 y 40 minutos en completar la travesía.
Desde mediados del siglo siglo xx, las viviendas de la isla de Berlenga Grande solo han servido como residencias temporales para el personal del faro del Duque de Braganza, los supervisores del parque natural y, durante el período estival, los funcionarios de la Municipio de Peniche, las decenas de pescadores artesanales y el personal empleado en el sector de la restauración y el comercio.
Entre finales del siglo siglo xix y principios del siglo xx, algunas familias de pescadores se establecieron allí de forma estacional o permanente. En 1941, por iniciativa del Comandante António de Andrade e Silva, se construyó un conjunto de viviendas denominado Barrio de los Pescadores, destinado a albergar a estos pescadores en mejores condiciones. En ese momento, era una aldea formada por dieciséis viviendas. En 1991, el distrito tomó oficialmente el nombre de distrito António de Andrade e Silva. Actualmente está prohibida la construcción en la isla de viviendas u otros edificios.
El barrio de los pescadores (Bairro dos Pescadores) es la única zona residencial del archipiélago. Se utiliza como alojamiento para veraneantes y para la treintena de habitantes que residen en la isla de Berlenga Grande. Los turistas tienen acceso a una zona de acampada y a la Fortaleza de San Juan Bautista, que también funciona como albergue.

## Ecología

### Fauna y flora

#### Vertebrados terrestres
Los vertebrados terrestres de la reserva no son muy diversos: solo hay dos especies de mamíferos, la rata negra y el cuy, y dos especies de lagartos, el lagarto ocelado y Podarcis carbonelli. Esta última, sin embargo, tiene un interés patrimonial evidente, no solo porque es una especie endémica en Portugal y España, sino también porque está representada en el archipiélago por una subespecie endémica de las Berlengas, Podarcis carbonelli berlengensis.

#### Aves marinas
Las aves marinas son uno de los elementos esenciales del patrimonio natural del archipiélago. Este interés no radica tanto en el nivel de cría como en las particularidades de su distribución geográfica: dos especies del norte y dos del sur encuentran aquí su límite de distribución. El arao común (emblema de la reserva) no anida en ningún lugar del mundo más al sur, mientras que la pardela gris y el paíño de Madeira alcanzan allí su límite norte. En total, siete especies de aves marinas se reproducen en estas islas: además de las cuatro especies precedentes, están presentes el cormorán moñudo, la gaviota sombría y la gaviota patiamarilla.

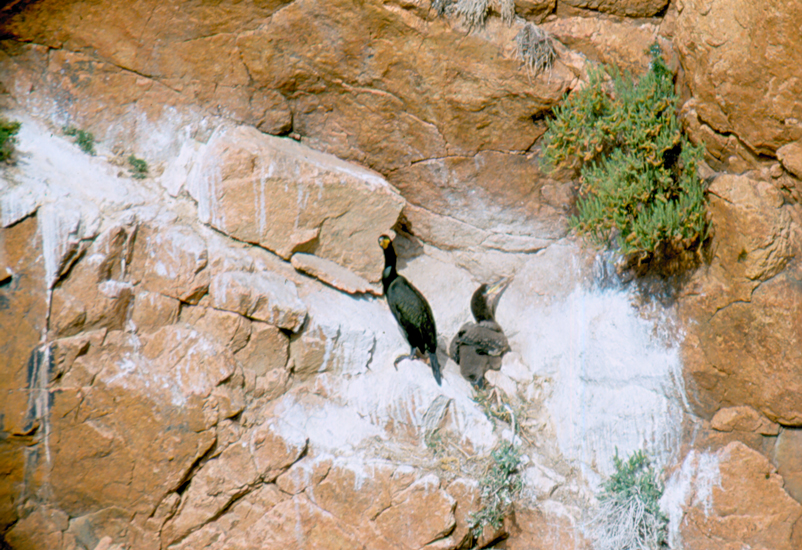
Cormorán moñudo sobre un acantilado en las Berlengas.

Si se excluyen las islas Canarias y las Azores, que forman parte de las regiones ultraperiféricas de la Unión Europea, el archipiélago de las Berlengas es el único lugar de cría de la subespecie atlántica de la pardela gris (Calonectris diomedea borealis) en Europa. Entre 700 y 800 parejas anidan en Berlenga Grande y Farilhões. Se dice que la especie está aumentando allí, contrariamente a la tendencia general en toda su área de distribución.
Habitando regiones oceánicas subtropicales, el paíño de Madeira también alcanza el límite norte de su área de distribución en las Berlengas. De hecho, solo anida en Farilhões, su único lugar de reproducción en Europa propiamente dicho. Su población, estimada en 125 parejas en 2003, se considera estable.
La población de gaviotas patiamarillas se ha reducido a la mitad, pasando de aproximadamente 45.000 a 21.000. El objetivo de la reserva es reducir aún más esta población, alcanzar el umbral de 10 000 individuos y evitar que la superpoblación de gaviotas patiamarillas en el archipiélago no conduczca a la desaparición de una flora única.

### Flora y vegetación
De las 135 especies de plantas terrestres registradas en el archipiélago, doce son de verdadera importancia patrimonial, ya sea por su carácter endémico o por su rareza. Tres especies y subespecies se encuentran solo en las Berlengas: una armeria, Armeria berlengensis, una pulica, Pulicaria microcephala y una herniara que alguna vez se consideró una especie por derecho propio (Herniara berlengiana), ahora considerada un endemismo portugués bajo el nombre de Herniaria lusitanica berlengiana. Entre otras, el endemismo ibérico Angelica pachycarpa es considerado una especie en peligro crítico por la UICN.
Casi todas las demás especies son raras o vulnerables: Calendula suffruticosa algarbiensis, Echium rosulatum viper, Linaria amethystea multipunctata, Narcissus bulbocodium obsesus, Plantago coronopus occidentalis, Scrophularia sublyrata, Silene latifolia mariziana y Silene scabriflora. Una especie introducida, Mesembryanthemum crystallinum (portugués: chorão), es una especie invasora y cubre áreas muy extensas.
La ausencia de árboles, con la excepción de algunas higueras y olivos pequeños, se explica por las limitaciones del suelo y el clima, en particular la fuerza de los vientos cargados de sal y partículas.

### Protección del medioambiente

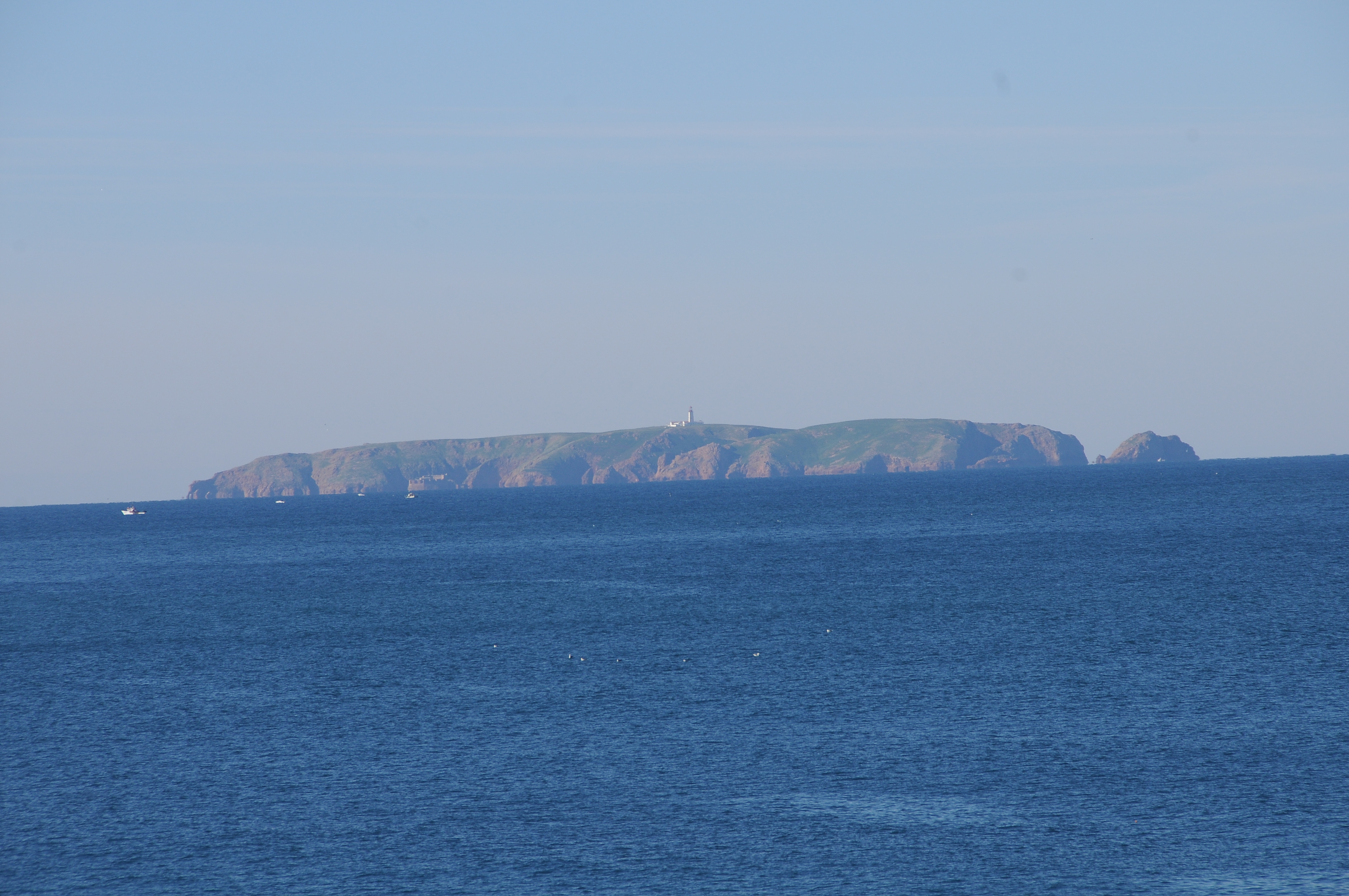
Vista general de Berlenga Grande y el islote de Cerro da Velha.

En 1982, el estado portugués clasificó parte del archipiélago como reserva natural (Reserva Natural das Berlengas) y el Consejo de Europa lo clasificó en 1988 como Reserva de la Biosfera. En 2007, el municipio de Peniche presentó el archipiélago de las Berlengas a la UNESCO, para que la reserva nacional fuera reconocida como "reserva de la biosfera" por la UNESCO, estatus al que oficialmente es candidato desde el 24 de septiembre de 2009.
Desde 2007, el archipiélago se ha autoabastecido de energía. Se ha puesto en marcha un proyecto consistente en la instalación de infraestructuras para la producción de agua potable y electricidad a partir de energías renovables. En el proyecto participaron grandes empresas como Galp Energia, EDP y NASA, que costó alrededor de dos millones de euros.
El 15 de noviembre de 2008, más de 80 buzos sacaron del fondo marino cerca de 930 kilogramos de desechos para la primera campaña de limpieza submarina que se llevó a cabo en el archipiélago. Se extrajeron cerca de 425 kilogramos de metal, 260 kilogramos de residuo indiferenciado y casi 210 kilogramos de vidrio y plástico.

## Historia

### Desde la antigüedad hasta elsigloxv

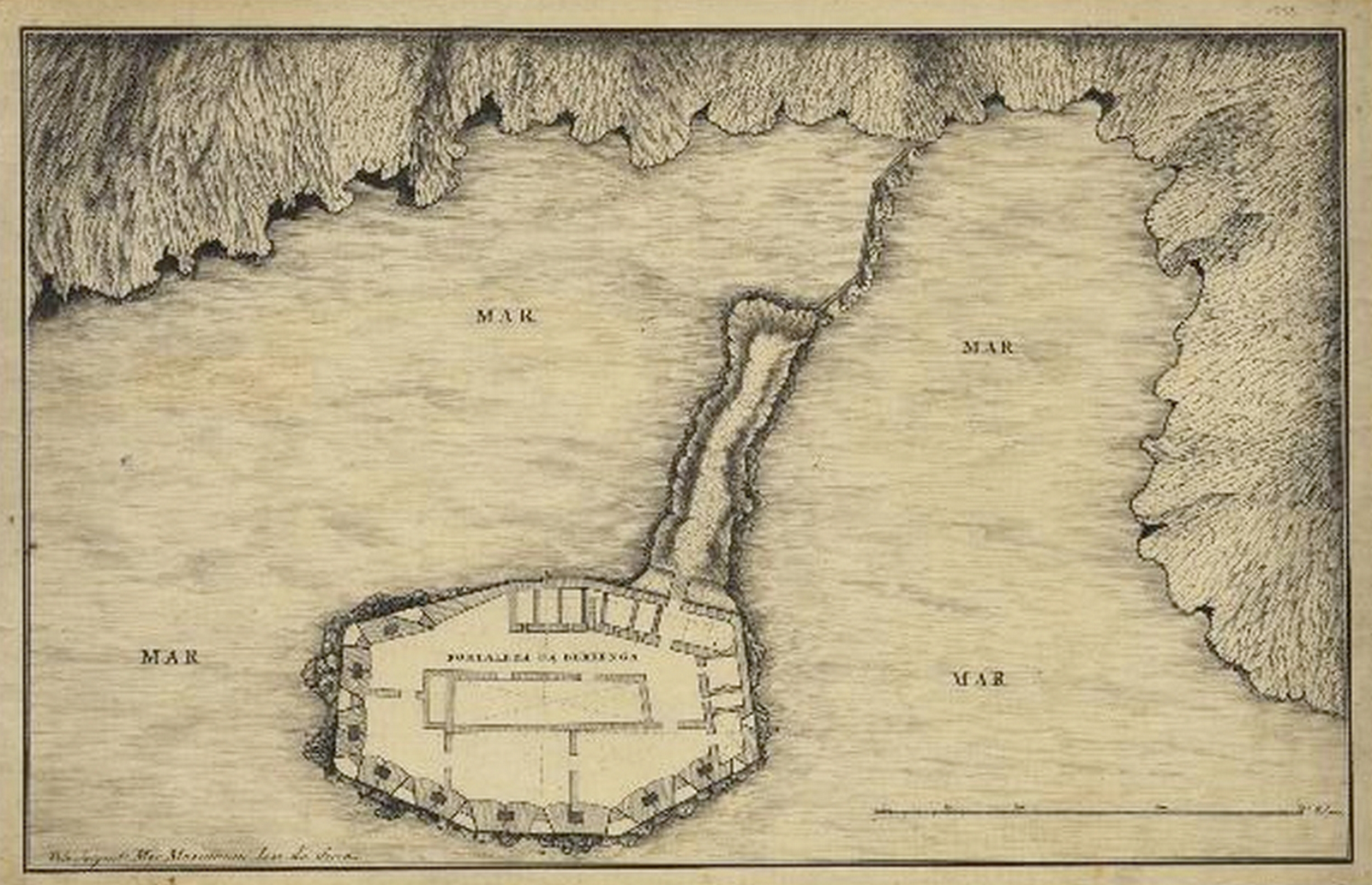
Plano del Fuerte de San Juan Bautista en el.

La ocupación humana de la Berlenga Grande (única isla habitada) se remonta a la antigüedad, llamándose, Λονδοβρίς, Londobris, mencionado por Ptolomeo en Lusitania. El nombre se descompone en "londo-bri (ga)", que significa "fortaleza de Londos". Más tarde fue bautizada como isla de Saturno por los geógrafos romanos. Los fenicios y lusitanos pudieron haber conocido el archipiélago y lo utilizaron como puerto de refugio.
Posteriormente el archipiélago fue visitado por navegantes árabes, vikingos, corsarios franceses e ingleses. La presencia de barcos romanos y vikingos ha sido comprobada por restos de anclas que datan del siglo i al siglo v encontrados en el fondo del mar. Los piratas ingleses también frecuentaban el archipiélago, así como corsarios de Argel. El barco de García Dias, que llegó de la India, fue capturado alrededor de Berlengas.

### Desde elsigloxvhasta la actualidad

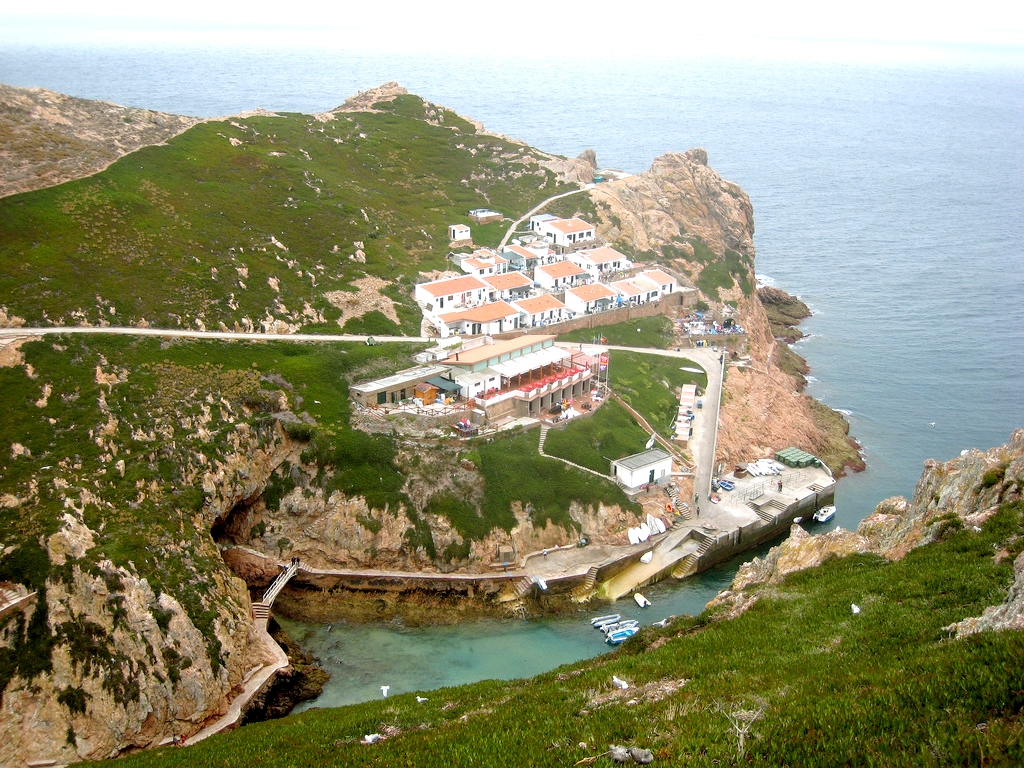
Embarcadero y casas en Berlengas

En 1513, con el apoyo de la reina Doña Leonor, se establecieron allí monjes de la Orden de San Jerónimo con el propósito de ofrecer auxilio a la navegación y a las víctimas de los frecuentes naufragios en aquellas costas, asoladas por corsarios. Se fundó así el Mosteiro da Misericórdia da Berlenga, en el local donde, desde 1953, se yergue un restaurante. La escasez de alimentos, las enfermedades y los constantes asaltos de piratas y corsarios marroquíes, argelinos, ingleses y franceses, hicieron imposible la vida de retiro de los frailes, a menudo incomunicados debido a las inclemencias del mar, por lo que esta comunidad religiosa fue trasladada en 1545 a un nuevo monasterio dedicado a Nuestra Señora de la Concepción, en el municipio de Óbidos.
Desde su integración en territorio portugués, el archipiélago ha conocido a varios propietarios, alternando entre la Corona Real y los distintos propietarios a los que se ha cedido este territorio: el Infante D. Fernando (1433-1449); El infante D. Henrique (1449-1460); D. Jorge de Vasconcelos (1512–?); El Monasterio de Nuestra Señora de la Merced (? - 1545); Condes de Atouguia da Baleia (1617-1759).
Según los datos disponibles, fue en el siglo xv cuando se instaló un grupo de pescadores, que posteriormente aumentó en número. Unas décadas más tarde, durante el reinado del rey Felipe II de España, la estrategia de fortificación del país llevó a la construcción del Fuerte de San Juan Bautista de las Berlengas, cuya obra fue iniciada en 1654 por el rey Juan IV de Portugal.
En 1941, se construyó el distrito de Pescadores para albergar a los pescadores locales. Algunas de estas casas ahora son frecuentadas por veraneantes; algunos terminaron ocupándolos de forma permanente y otros construidos en concesión. Entre 1950 y 2008, sin embargo, el distrito cambió poco, solo se construyeron unas pocas casas y el puerto fue remodelado.
El archipiélago fue el escenario de la película O Rei das Berlengas (El Rey de las Berlengas), dirigida en 1978 por Artur Semedo, con Mário Viegas como actor principal. Esta comedia presenta a alguien que lucha por la independencia de los Berlengas contra Portugal.

## Patrimonio

### Faro de las Berlengas

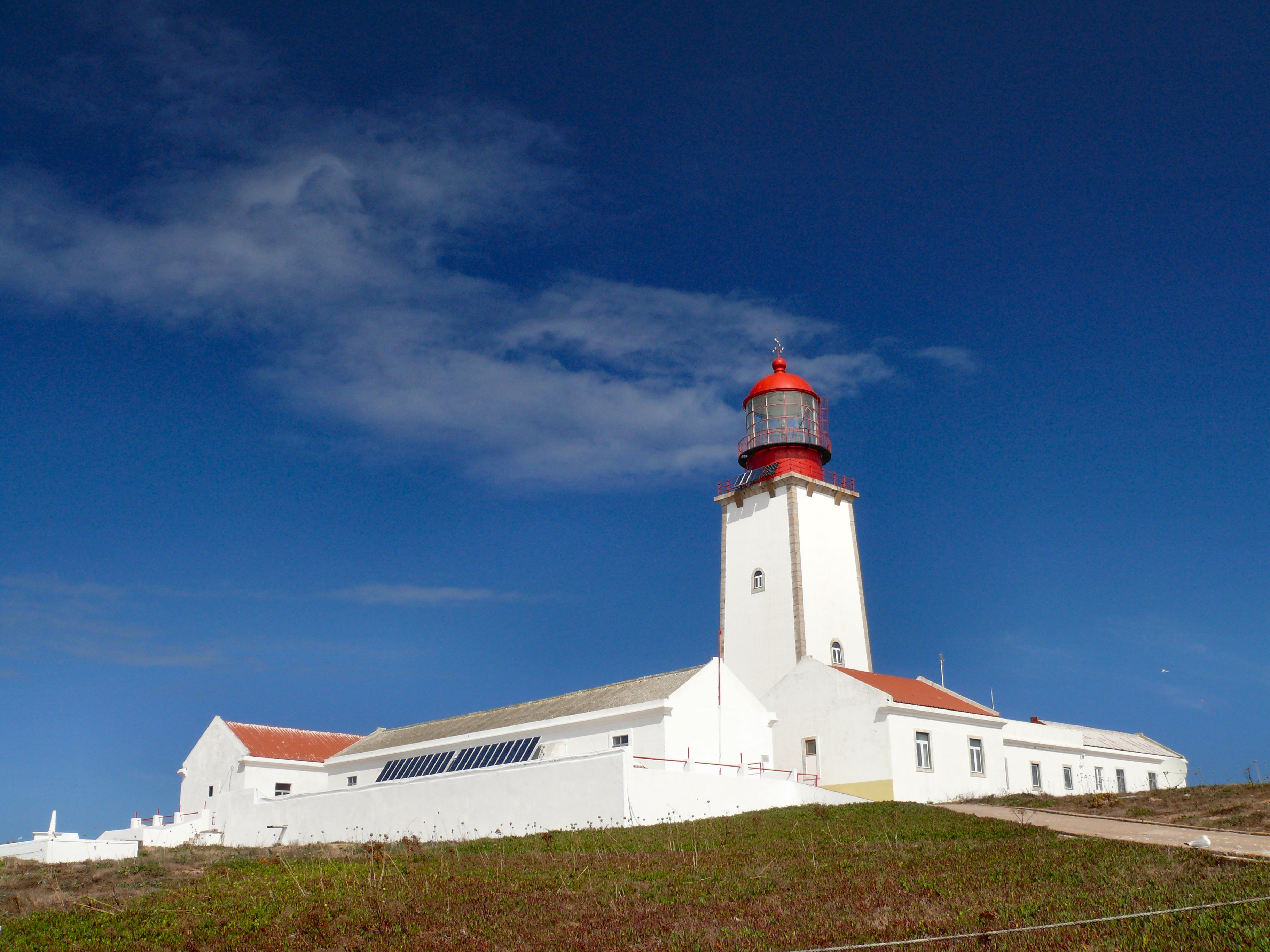
Faro del archipiélago en Berlenga Grande.

Situado en el punto más alto de la isla principal del archipiélago, el Faro Duque de Braganza fue construido durante el reinado de la Reina María II de Portugal, con el fin de señalar el archipiélago a los barcos que navegan en esta zona. La construcción del faro comenzó en 1836 y se completó en 1841. No obstante, el plan para su construcción es mucho más antiguo; data de 1758, es decir, sólo tres años después del terremoto de Lisboa de 1755. Se puso en funcionamiento en 1842, un año después del final de su construcción.
Originalmente, el faro consistía en una torre cuadrada con una altura de 29 metros. Se realizaron varias modificaciones y ampliaciones entre 1851 y 1860. Inicialmente, la lámpara del faro funcionaba con aceite, pero desde 1926 el faro funciona con electricidad. Se automatizó en 1985. La lente de Fresnel original fue luego reemplazada por una lente más eficiente, y una nueva señal de sonido reemplazó a las viejas sirenas.
Desde el año 2000, el faro funciona con celdas fotoeléctricas y, por lo tanto, utiliza la energía acumulada durante el día de varios paneles fotovoltaicos. Como último recurso, se utiliza un generador. De los 51 faros de la costa portuguesa, solo los de las Berlengas funcionan con paneles solares.
Situado a una altura promedio de 29 metros, o 121 metros sobre el nivel del mar, el faro es visible con buen tiempo hasta 27 millas náuticas (50 kilómetros). Debido a su ubicación en una ruta muy transitada, es de gran importancia para la navegación por las costas portuguesas.

### Fuerte de San Juan Bautista

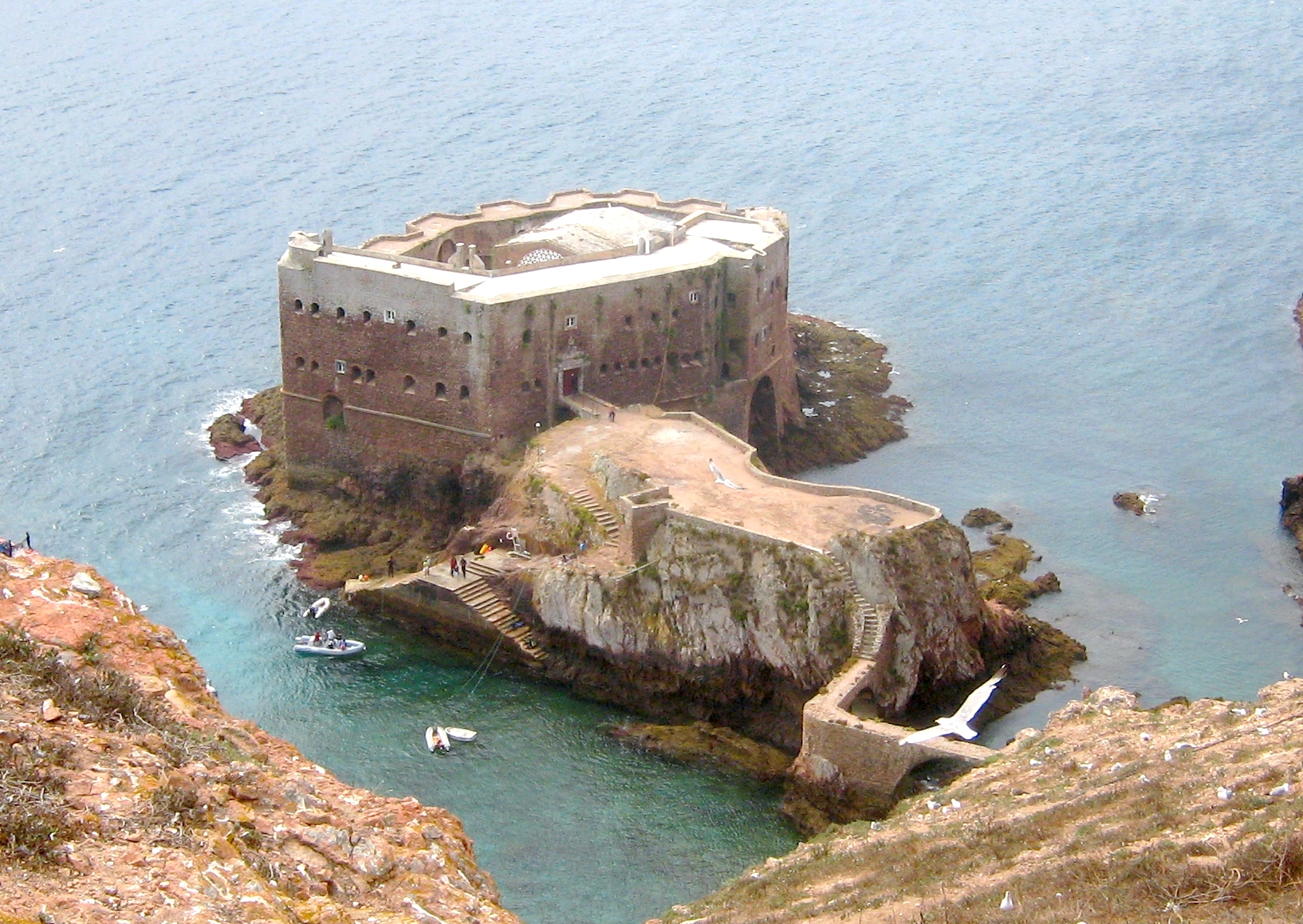
Fuerte de San Juan Bautista.

El Fuerte de San Juan Bautista fue erigido durante el reinado de Juan IV de Portugal como elemento fortificado de defensa del territorio portugués. Su construcción se inició en 1651 y finalizó en 1656. Entre las muchas batallas que la involucran, la más famosa es la del 28 de julio de 1666 cuando la fortaleza, con 28 soldados, entre ellos António Avelar, fue atacada por un escuadrón español compuesto por catorce navíos y una carabela comandada por el sargento Diego Ibarra. La fortaleza fue tomada por los españoles, tras una fuerte resistencia de la guarnición portuguesa. Atacado y bombardeado durante dos días, la fortaleza se defendió y causó importantes pérdidas a los atacantes: alrededor de quinientos muertos, un barco hundido y otros dos gravemente dañados. Del lado de Portugal, solo hubo un muerto y cuatro heridos. António Avelar, que murió a bordo del escuadrón que lo llevó a España, se convirtió así en un héroe. Portugal recuperó la fortaleza ese mismo año. El barco que realiza la conexión desde Peniche ahora lleva su nombre.
Durante dos siglos, el fuerte se integró en numerosas estrategias militares. Fue completamente renovado por Alfonso VI de Portugal, hasta que se abandonó completamente en 1847. A mediados del siglo xx, fue restaurado y luego convertido en posada. Salazar, dictador de Portugal, permaneció en la fortaleza varias veces. Luego fue abandonada después de la Revolución de los Claveles el 25 de abril de 1974. Hoy, gracias a un protocolo firmado entre el Ministerio de Defensa y el municipio de Peniche, el fuerte de San Juan Bautista se ha convertido nuevamente en una posada dirigida por la asociación Amigos das Berlengas.
La fortaleza se encuentra en una pequeña cala de Berlenga Grande, más precisamente en un pequeño islote. Hay un puente de piedra bastante estrecho para acceder a ella.

### Cuevas y rocas

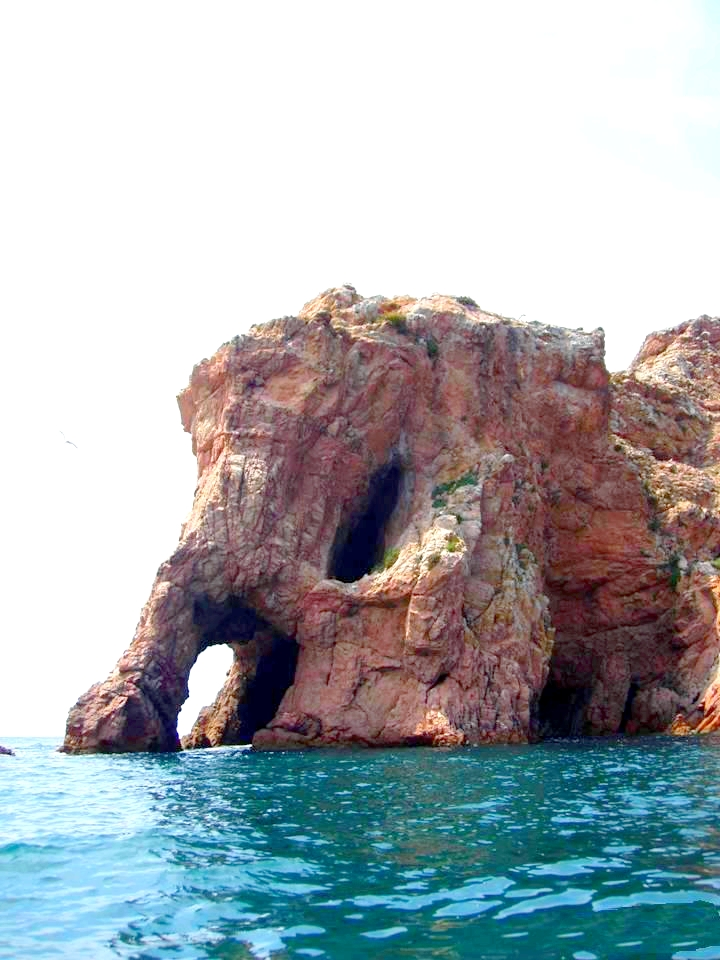
La trompa del elefante.

El archipiélago, principalmente la isla de Berlenga Grande, tiene muchas cuevas. Es posible realizar paseos en barco por estas rocas y explorar el interior de estas cuevas, que es una de las atracciones más populares del archipiélago. Algunas de las rocas tienen forma de animales. La Roca da Baleia presenta una ballena y la Tromba do Elefante parece la cara de un elefante con su trompa y ojo.
Bajo la fortaleza de San Juan Bautista, la gruta azul, por la orientación favorable de los rayos solares, permite ver el fondo del mar.
Furado Grande es la cueva más impresionante del archipiélago de Berlengas. Atraviesa toda la isla de Berlenga Grande. Forma un túnel natural de 70 metros de longitud y 20 de altura. Hay otras cuevas en las islas Berlengas para explorar, pero solo accesibles para buceadores.

## Economía

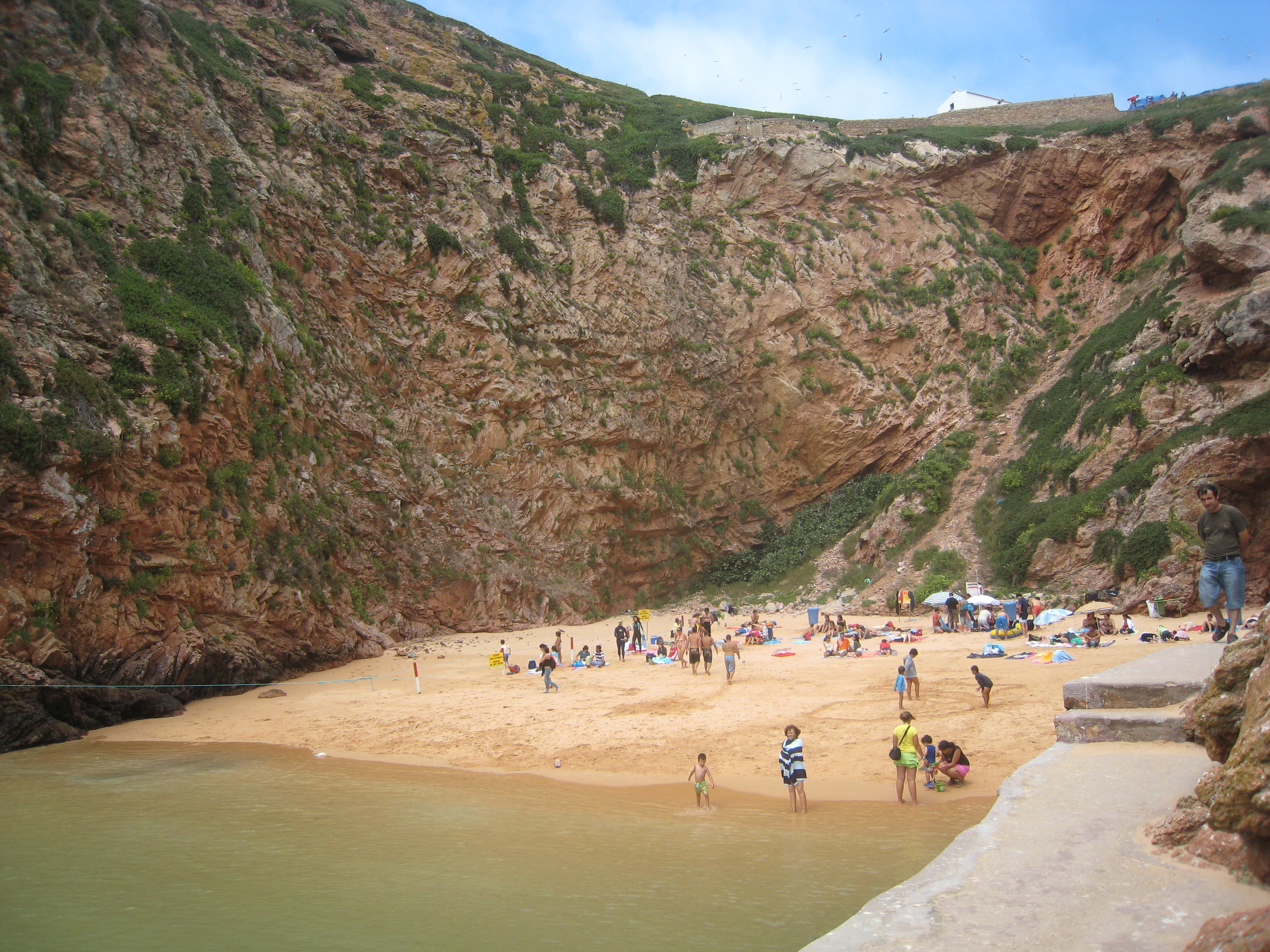
Playa de Carreiro do Mosteiro.

Las dos principales actividades económicas basadas en el archipiélago son el turismo y la exploración de recursos marinos (pesca, expediciones, etc.). El archipiélago cuenta únicamente con dos establecimientos comerciales, un hotel-restaurante y un supermercado, sin olvidar las actividades del fuerte de San Juan Bautista.
La isla principal, Berlenga Grande, tiene una zona de acampada y, más al suroeste, el albergue de la fortaleza de San Juan Bautista. El primer restaurante del archipiélago se construyó, en la isla de Berlenga Grande, en 1952. Ese mismo año se inauguró el camping Berlenga Grande. Un segundo restaurante se instaló en la fortaleza de San Juan Bautista durante su restauración. El plato típico que se ofrece es la Caldeirada de Peniche.
Desde hace varios años, el número de visitantes al archipiélago ha ido en aumento: cada año, desde 2003, más de 40.000 visitantes llegan a las Berlengas. El flujo turístico está regulado para preservar los valores naturales y culturales del archipiélago. La mayoría de visitas son en verano. Se estima que alrededor de 25.000 personas visitaron el archipiélago en 1998, cerca de 30.000 visitantes en 2000 y cerca de 40.000 visitantes en 2003 y 2004.
Los principales centros de interés turístico son la naturaleza y los escasos recursos marinos y náuticos. En los últimos años, ha aumentado la afluencia de turistas extranjeros. Estas visitas contribuyen significativamente al desarrollo económico y social de la ciudad de Peniche y la región occidental portuguesa.
El número de visitantes está limitado por una cuota, que actualmente es de 350 visitantes por día. Esta limitación se explica por la zona del archipiélago, la protección de la fauna y la flora.
El archipiélago tiene dos playas accesibles al público, la de Fortaleza y la de Carreiro do Mosteiro. Ambas tienen la característica de tener aguas claras y transparentes, y son ideales para el buceo. La playa de Carreiro do Mosteiro es la única que tiene un bar cerca. Cerca de esta playa había un antiguo monasterio dedicado a la Orden de San Jerónimo, construido en el siglo xvi bajo el reindado de Manuel I de Portugal, pero fue destruido por los numerosos ataques piratas. Esta playa está equipada con un trampolín.
También hay tres rutas de senderismo, ubicadas en la isla principal de Berlengas, dos por parte de Ilha da Berlenga y la otra por parte de Ilha Velha.